# Dimitri Terzakis
Dimitri Terzakis (gr. Δημήτρης Τερζάκης; ur. 12 marca 1938 w Atenach) – grecki kompozytor.

## Życiorys
W latach 1959–1964 uczył się w Konserwatorium Helleńskim w Atenach u Janisa Papaioanu (kompozycja) i Alexa Thurneissena (fortepian). Od 1958 do 1962 roku studiował też politologię na Uniwersytecie w Atenach. W latach 1965–1969 uczył się w Hochschule für Musik w Kolonii u B.A. Zimmermanna (kompozycja) oraz Herberta Eimerta (muzyka elektroniczna). Współzałożyciel Greckiego Towarzystwa Muzyki Współczesnej (1966). W 1970 roku został doradcą Studia Nowej Muzyki, działającego przy Instytucie Goethego w Atenach. Na początku lat 70. XX wieku przebywał w klasztorach na górze Athos, prowadząc badania nad muzyką bizantyjską.
Wykładał w Hochschule für Musik w Kolonii (1968–1994) i Musikhoschule w Düsseldorfie (1989–1994), a także gościnnie w Hochschule der Künste w Berlinie (1985–1986). Prowadził klasę kompozycji w konserwatorium w Bernie (1990–1997) i w Hochschule für Musik im. Felixa Mendelssohna w Lipsku (1994–2003). Zainicjował odbywające się od 1980 roku międzynarodowe kursy muzyczne w Nauplionie.

## Twórczość
Początkowo tworzył nawiązujące do zachodniej awangardy utwory atonalne i utrzymane w technice serialnej. Z czasem wypracował własny język muzyczny, odwołując się do kultury antycznej i muzyki Kościoła wschodniego oraz twórczości ludowej Bałkanów i Bliskiego Wschodu. Skoncentrował się przede wszystkim na czynniku melodycznym, wykazywał predylekcję do stosowania instrumentów dętych i smyczkowych oraz rozwiniętej melizmatyki i recytacji. Odwoływał się do antycznej koncepcji tetrachordów oraz budowania melodii za pomocą interwałowych modeli typowych dla muzyki arabskiej.

## Ważniejsze kompozycje
(na podstawie materiałów źródłowych)

### Utwory orkiestrowe
- Ikona na smyczki (1963)
- Koncert obojowy (1968)
- Chroai (1970)
- Transcriptions télégraphiques (1971)
- Kosmogramm (1974)
- Schatten (Tropi) (1975)
- Ethos na orkiestrę kameralną (1979)
- Hommage à Dionysos (1980)
- Lachesis oder der Mythos vom Ende (1984–1985)
- Koncert skrzypcowy (1988)
- Per aspera ad astra (1989–1990)
- 2 uwertury na kwartet saksofonowy i orkiestrę dętą Ikaros-Daidalos (1991)
- (K)ein Heldenleben na saksofon altowy i orkiestrę (1995)
- Concerto na basethorn i 10 instrumentów (2005)
- A une Madone na skrzypce i orkiestrę kameralną (2007)

### Utwory kameralne
- Septet na 7 fletów (1965–1966)
- Trio na gitarę, wiolonczelę i perkusję (1966)
- 5 kwartetów smyczkowych (I 1969, II 1976, III 1982, IV 1990, V „Nymphen der Nacht und des Feuers” 1999)
- Ichochronos II na 12 instrumentów (1968–1973)
- Hommage à Morse na 8 instrumentów (1970)
- Stixis II na klarnet (1973)
- Musica aeolica na skrzypce i altówkę (1978)
- Fthorai na flety proste i gitarę (1980)
- Omega II na tenorowy flet prosty i perkusję (1983)
- Pentaphonia na kwintet dęty (1983)
- Panta rei na kwartet saksofonowy (1986)
- Oktoechos na 8 instrumentów (1987–1989)
- Lalita na wiolonczelę i fortepian (1988)
- Legetos na 2 skrzypiec (1988)
- Der Hölle Nachklang I na saksofon altowy i fortepian (1992)
- Rabasso na 7 instrumentów (1992)
- Jeux na flet prosty i gitarę (1993)
- Poème trivial na saksofon barytonowy i fortepian (1993)
- Myrrhentropfen na altówkę i fortepian (1993)
- Sonetto na altówkę i fortepian (1993)
- Konflikte na saksofon altowy, wiolonczelę i fortepian (1996)
- Gesang des Bacchos na oktet dęty (1997)
- Seelenbilder na skrzypce, klarnet, wiolonczelę i fortepian (2001)
- Die Posaunen der drei Engel na fortepian i perkusję (2005)
- Etanos na altówkę i fortepian (2006)
- Kwintet na fortepian i kwartet saksofonowy (2007)
- Trio na skrzypce, klarnet i fortepian (2008)
- Über den Smaragden na klarnet i fortepian (2008)

### Utwory na instrumenty solowe
- Sixis: I na obój (1967), II na klarnet (1973), III na tubę (1974)
- Omega I na wiolonczelę (1978)
- Von Engeln und Dämonen na altówkę (1995)

### Utwory fortepianowe
- Pensées (1999)
- Lux et tenebrae (1999)
- Dorischer Blues (2001)
- Gedichte der Verdammten (2003)
- Diptychon (2005)
- Satyr und Naiaden (2005)
- Pan. Legenden des Waldes (2006)

### Utwory organowe
- Die Farben des Ozeans (1994)
- Gepriesen sei (1997)
- Hyperion (2000)

### Utwory wokalne
- Ethos Gamma I na mezzosopran lub baryton (1976)
- Lieder ohne Worte na głos (I 1994, II 1995, III 1996)
- Monodien na głos (1999)
- Katawassia na sekstet wokalny (1972)
- Gesänge der Liebe und des Todes na kwintet wokalny (1981)
- Kassandra na 5 głosów męskich (2001)

### Utwory na chór a cappella
- Ikos (1968)
- Von Feuer und Finsteris, Mysterium magnum (1974)
- Visionen (Die Schalen der Zornis) na chór i altówkę ad libitum (2004)

### Utwory wokalno-instrumentalne
- Medea na mezzosopran, skrzypce, wiolonczelę i perkusję (1966)
- Okeaniden na chór żeński i orkiestrę (1967)
- Klytemnestra na sopran, mezzosopran i zespół kameralny (1968)
- Ethos B na alt lub baryton, flet pasterski i wiolonczelę (1972)
- Nomoi dla psalmisty i na zespół kameralny (1975, wersja zrewid. 1993)
- Notturni na sekstet wokalny i 3 instrumenty (1976)
- Ethos Gamma II na głos, flet i fortepian (1977)
- Sappho-Fragmente na głos i cymbały lub fortepian (1977)
- Liturga profana dla psalmisty, na chór i zespół kameralny (1977)
- epos muzyczny Odysee według Homera na 3 głosy solowe, recytatora, chór i orkiestrę kameralną (1978)
- Erotikon na sopran, klarnet, skrzypce i wiolonczelę (1979)
- Passionen dla psalmisty, na baryton, chór i zespół instrumentów (1979)
- Der Raub der Europa na sopran i orkiestrę kameralną (1985)
- 6 Monologe na głos i orkiestrę (1985)
- Das sechste Siegel na chór i zespół instrumentów (1987)
- Die Tore der Nacht und des Tages na głos, klarnet i fortepian (1987)
- Apokryphen na sopran, recytatora i zespół kameralny (1989)
- Der Hölle Nachklang II na głos i organy (1993)
- Daphnis und Chloe na sopran i altówkę (1994)
- Friedensgebet na sopran i organy (2001)
- Sappho Cycle na recytatora żeńskiego, sopran, flet, altówkę i fortepian (2006)
- Hiob na recytatora, chór i organy (2007)
- Zwei Gesänge na głos i fortepian (2008)
- Gedanken über Platon na mezzosopran i orkiestrę kameralną (2008)

### Utwory sceniczne
- opera Torquemada (1974–1976)
- opera kameralna Circus universal (1975)
- opera Hermes (1983–1984)
- Mythen według Platona dla pianisty i aktora (2001)

### Utwory na taśmę
- Ichochronos I (1967)